# Monografías sobre el Antiguo Cercano Oriente
Monografías sobre el Antiguo Cercano Oriente, conocidas en inglés por su siglas ANEM (Ancient Near East Monographs), es una serie monográfica de acceso libre, editado por la Society of Biblical Literature (EE. UU.) y el CEHAO, Pontificia Universidad Católica Argentina. La temática de las series es el antiguo Cercano Oriente, incluyendo el antiguo Israel y su literatura, desde el Neolítico temprano a la era Helenística temprana. Los trabajos son publicados en idioma inglés, español y portugués. El comité editorial de la publicación está integrado por un equipo internacional de expertos, entre los que están o han estado Pablo Andiñach, René Krüger y Andrea Seri.

## Editores
- Ehud Ben Zvi, Roxana Flammini (2008-2015)
- Alan Lenzi (2016-2018) & Jeffrey Stackert (desde 2018), Juan Manuel Tebes (desde 2016)